# Krystyna Palmowska
Pas d'image ? Cliquez ici
Krystyna Palmowska, née le 11 novembre 1948 à Varsovie et morte le 15 juin 2025 en Slovaquie, est une alpiniste polonaise. Accompagnée d'Anna Czerwińska, elle devient, en 1977, la première femme à avoir gravi la face nord du Cervin.

## Biographie
Née le 11 novembre 1948 à Varsovie et titulaire d'un diplôme en génie électronique, Krystyna Palmowska devient, en 1977, la première femme à gravir la face nord du Cervin avec sa compatriote Anna Czerwińska. En 1978, elle fait partie de la première expédition féminine, composée de Wanda Rutkiewicz, Anna Czerwińska et Irena Kesa, à atteindre le sommet du Cervin en hiver. La même année, elle ouvre une nouvelle voie par l'arête nord-ouest au Rakaposhi.
En 1983, toujours avec Czerwińska, elle atteint son premier sommet de plus de huit mille mètres en gravissant le Broad Peak, où elle croise une expédition suisse composée notamment de Marcel Rüedi et Erhard Loretan. Le 15 juillet 1985, avec Anna Czerwińska et Wanda Rutkiewicz, elle fait partie de la première expédition féminine à atteindre un sommet de plus de huit mille mètres, le Nanga Parbat, sans l'aide d'hommes.
Elle est également l'auteure de plusieurs livres sur l'alpinisme.